# Westend (Roman)
Westend ist der Titel eines 1992 publizierten Romans des deutschen Schriftstellers Martin Mosebach.

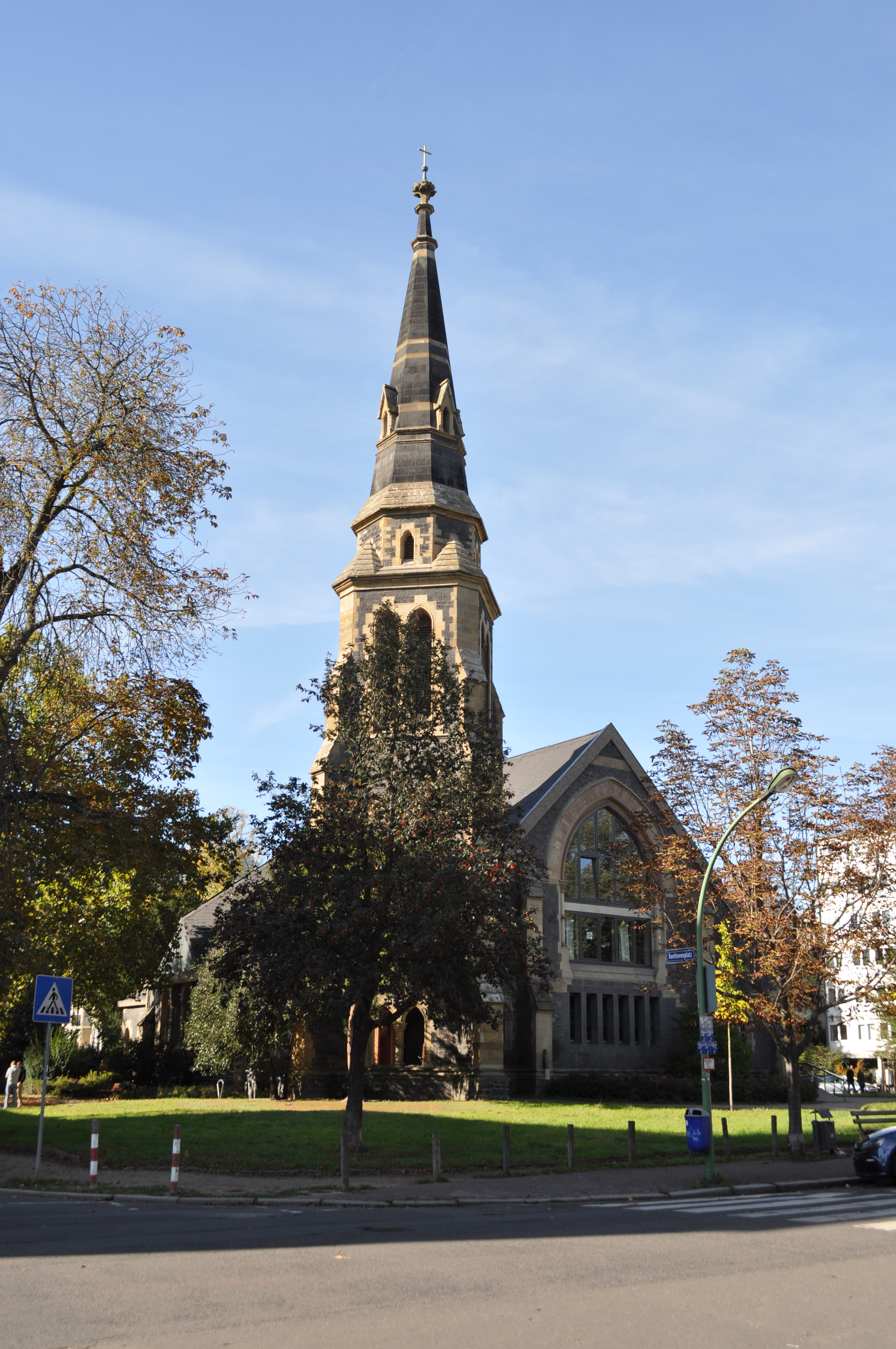
Die im Krieg zerstörte und wieder aufgebaute Christuskirche. Alfred sammelt Unterschriften gegen den Plan, die Ruine abzureißen, um eine „Suppenküche für Studenten“ zu bauen. „Tatsächlich konnte er sich nicht vorstellen, dass die Schubertstraße einmal nicht mehr auf das große Himmelsfenster des gotischen Bogens zuliefe. Er wußte nicht, wie die Welt aussehen würde, wenn die stillen und doch auch spannungsvoll sich verengenden Perspektiven nicht mehr in diesen Ausblick in das jenseitige Land mündeten.“

## Handlungsverlauf
Die Handlung spielt, wie der Titel signalisiert, im um die Jahrhundertwende erbauten Frankfurter Westend und konzentriert sich auf die Schubert- sowie die Mendelssohnstraße im Umfeld der neugotischen Christuskirche. Hier stehen die, allerdings fiktiven, Villen der Familien Labonté und Has als Zentren der beiden kontrastierenden und sich bei den Enkeln Alfred und Lilly immer wieder überkreuzenden Erzählstränge. Ihre achtzehnjährige Geschichte, vom Ende der Nachkriegszeit an, etwa 1950, bis zum sich ankündigenden 68er Aufbruch wird in sieben Teilen erzählt, im Allgemeinen chronologisch mit Fokussierung einzelner Etappen. Eingeschoben sind die Erinnerungen der Protagonisten. Zusammen mit den Rückblicken entsteht so ein Bild der Veränderungen des bürgerlichen Stadtgebietes im Laufe des 20. Jhs. sowie seiner Bewohner.

### Vorgeschichte

#### Familie Labonté
Die von Alfreds Urgroßvaters Friedrich seinen Kindern übertragene Feinkost- und Genussmittel-Handlung »Wwe. Labonté« wird nach dem frühen Tod seines Sohnes Wilhelm verkauft. Der Rechtsanwalt der Familie legt für die Erben, die weiterhin in der kleinen, 1897 erbauten Villa in der Schubertstraße leben, das Vermögen an, mit dem die unverheirateten Töchter des Gründers, die 1905 geborene Matilde (Tildchen) und Mi, einen bürgerlichen Haushalt mit Köchin, Fräulein Emig, finanzieren und auch ihren arbeitslosen Neffen Alfred und seine Frau Stephanie unterhalten.
Alfred gerät nach einer Reihe unglücklicher Kriegs- und Nachkriegserfahrungen in eine schwierige Situation ohne Perspektiven: Auf eine abgebrochene Schulausbildung, seinen Einsatz als Soldat, den Lageraufenthalt als besiegter und geschlagener Kriegsgefangener, „eine[] ungeschickte[] und ruhmlose[] Rolle […] in der Schwarzmarktzeit“, seine „Unfähigkeit zu anhaltender Arbeit“ und sein unruhiges, „brütendes Plänemachen“ folgt eine durch „Aufwallung von Eifersucht und Haß“ instabile Lebensphase wechselnder Beziehungen. Aus einer plötzlichen Laune heiratet er die, nach Trennung von ihrer Familie aus Böhmen-Mähren in einem Erziehungsheim gelandete, entwurzelte Stephanie (Steffi). „Es [kommt] ihm vor, als könne er sich zu wechselseitigem Nutzen mit der kleinen Pflanze zusammenschließen, als seien sie beide Kinder eines vergessenen, wehrlosen Volkes, die sich in der Fremde gefunden haben und nun die hoffnungslose Überlegenheit der Gesellschaft, in die sie geraten sind, leichter ertragen.“ Seine Erwartung erfüllt sich nicht, zu dieser „neben ihm ganz für sich allein wie in einer Luftblase“ gleichgültig im „kraftlose[n] Flug der Motten“ und zeitlos in einem ungeregelten Tagesablauf Dahinlebenden durchzudringen und von ihr ein „Echo“ zu erhalten.

#### Familie Has
Im Vergleich zu den Labontés findet man bei der Familie Has eine Erfolgsgeschichte, die allerdings die Geschichte des Scheiterns bereits in sich birgt. Frau Has verwaltet das von ihren Eltern Olenschläger geerbte Vermögen, u. a eine Sammlung von Gemälden der Kronberger Malerschule. Sie legt ihr Geld weitverstreut in Immobilien an, die teilweise, wie das Familienhaus in der Mendelsohnstraße, durch Bombardierungen 1945 zerstört werden, und vorausschauend in Anteilen an einer Schweizer Uhrenfabrik. Da ihr Mann, ein Notar, früh vergreist, wird ihr Neffe Friedrich Olenschläger, genannt Fred, ihr Mitarbeiter. Ihr Sohn Eduard, gerade mit 24 Jahren zum Dr. der Volkswirtschaft promoviert, geht zwei Monate vor Kriegsbeginn als Volontär nach Genf und kauft als Geldanlage in Basel günstig aus deutschen Museen entfernte Entartete Kunst: drei Bilder von Kirchner und einen Klee. In diesem Zusammenhang lernt er den Kunsthändler Guggisheim kennen, und den gehobenen Stil, sich zu kleiden.
1945 wird die „Olenschlägersche Haus- und Grundstücksverwaltung“ gegründet, die vom Wiederaufbau der zerstörten Stadt profitieren soll. Nach dem Tod der Mutter führt Fred als Vormund, und Eduard nur als Kompagnon, das Geschäft weiter, aus Sorge, der Sohn könne mit dem Vermögen nicht haushälterisch umgehen.
Nach seiner Rückkehr aus der Schweiz hat Eduard Has große Pläne: Bei der Betrachtung der Reste seine Elternhauses sind „die Augen seines Geistes auf die Zukunft gerichtet. Die Trümmer […] bedeute[n] für ihn nichts anderes als einen Bauplatz, und dieser Bauplatz schien für sein Vorhaben zu klein.“ Auch als „Anhänger der Tradition müsse man immer aufs neue wägen, was abgestorben und abgetan sei und was verdiene, der nächsten Generation weitergegeben zu werden.“ Er will keinen Wiederaufbau, sondern für sich einen Neubau, doch Fred, der die Frankfurter Kaufmannstugend praktiziert, „die eigene Wohlhabenheit nach außen hin nicht durchscheinen zu lassen“, plant ein sechsstöckiges Mietshaus und überlässt dem Vetter nur die oberste Etage. Eduard dagegen demonstriert lieber Reichtum und Weltläufigkeit und fährt einen roten Chevrolet, trotz Freds Widerstand.
Bei einem Gespräch mit Guggisheim über seine in der Schweiz deponierten Bilder gewinnt ihn dieser für die Idee, mit seiner Hilfe eine Expressionismus-Sammlung aufzubauen. Has interessiert sich auch für dessen exotische, in ihrer kinderlosen Ehe unglückliche Frau. Guggisheim gibt Dorothée und seinem Kunden die Gelegenheit, sich während einer Urlaubsreise zu Dritt kennenzulernen. In der Folgezeit reist Dorothée zwischen Basel und Frankfurt hin und her. Als sie schwanger wird, ist ihr Mann allerdings nicht bereit, die Vaterrolle zu übernehmen, und sie heiratet Has, der diese Entwicklung als Einigung unter kultivierten Menschen würdigt, die es ermöglicht, mit dem Kunsthändler und Sammlungsberater weiterhin freundschaftlich und geschäftlich verbunden zu bleiben.
Charakteristisch für das Gesellschaftsbild des bürgerlichen Westends ist auch das Dienstpersonal. Vertreten wird es neben Frau Emig durch den Hausmeister Herr und die Putzfrau Scharnhorst, die während des Krieges aus Schlesien nach Frankfurt kommt, ins Has-Haus eingewiesen wird und sich dort nützlich macht. Als während eines Luftangriffs eine Bombe auf das Dach des Gebäudes fällt, steigt sie mit Hilfe des Hausmeisters hinauf und entfernt den Brandherd. Für diese Heldentat belohnt sie die Besitzerin mit einem verbrieften Wohnrecht im Souterrain, das sie allerdings nicht lange nutzen kann, da bald darauf das Haus niederbrennt. Ein Jahr später quartiert sie sich auf dem Trümmergrundstück ein. In der Zwischenzeit kommt sie auf einem ehemaligen Schrebergartengebiet unter, das als Sammelplatz der aus den Trümmergrundstücken herausgeholten Altmetalle genutzt wird. Dort lebt sie einige Zeit mit dem Schrotthändler Kalkofen zusammen. Nach seinem plötzlichen Verschwinden kehrt sie mit ihrem Baby Kurt in die Mendelsohnstraße zurück und verdient ihren Unterhalt mit Putzarbeiten.

### Hauptgeschichte

#### Erster Teil: Der Main
Alfred Labonté verlässt an einem regnerischen Tag im April das Haus, um auf dem Main Kanu zu fahren Auf dem Weg begegnet er Eduard Has und unterhält sich mit ihm über die bevorstehende Geburt ihrer Kinder. In einem eingeblendeten Rückblick erfährt man von ihrer Rivalität als Jugendliche. Während Alfred in dieser Zeit wegen seines unkonventionellen Verhaltens als kräftiges Mitglied einer Bande und seiner sexuellen Erfahrungen im Ansehen der Jugendlichen dominierte, hat sich in der Nachkriegszeit die Situation umgekehrt. Er führt mit seiner traurigen Frau ein ungeordnetes Leben ohne eigenständige Einnahmen. Eduard dagegen hat durch seinen Aufenthalt während des Krieges in der Schweiz seinen Lebensstil erweitert und eine dazu passende elegante Lebensgefährtin nach Frankfurt geholt. Alfred wird durch den Kontrast seine eigene Lage bewusst. Er verschwindet aus der Stadt. Da man sein Boot an einer Schleuse findet, geht die Polizei davon aus, dass er gekentert und im Fluss ertrunken ist. Sechs Wochen später wird er in der Nähe von Hannover in einem gestohlenen Auto festgenommen. Ende Mai stirbt seine Frau Steffi bei der Geburt ihres Sohnes. Der Rechtsanwalt Dr. Paul Stahr regelt den Fall: Alfred wird mit 70.000 Mark abgefunden, verzichtet auf weitere Rechte und gibt seinen Sohn Alfred zur Adoption durch Mi und Tildchen frei. Im selben Jahr gebärt Dorothée eine Tochter, Lilly. Die Kindheitsphase der beiden wird sehr komprimiert erzählt. Während Alfred als neuer Lebensinhalt der Großtanten in der alten Villa ihren Prinzipien entsprechend bescheiden umsorgt wird, erlebt Lilly die Spannung zwischen Überhitzung und Unterkühlung in der Erziehung durch Vater und Mutter.
Die beiden Familienstränge berühren sich erneut, als Lilly und Alfred dieselbe Klasse besuchen. Ihre einseitige Freundschaft reicht bis in die Zeit zurück, als er „ganz im Bann des »Ritters von Cronberg bei seinem Auszug ins Heilige Land« lebt.“ und sich und das blonde Mädchen in das Bild hineinträumt[]. „Von Anfang an rechnet[] er Lilly einer anderen Welt zu.“ Das bestätigt sich für ihn täglich, wenn sie, die bei Klassenarbeiten nicht so gut zurecht[kommt] wie er, im roten Wagen des Vaters zur Grundschule gebracht und von dort wieder abgeholt wird und „[e]r fürchtet[] sich davor, Lilly im Alltäglichen zu begegnen, denn er fühlt[], dass sie dann nicht ganz sie selber [ist].“ Entsprechend spielt die Has-Tochter vor Abschluss der Grundschule im Märchenstück Mein Rautendelein die Hauptrolle, er aber nicht, wie er es sich vorgestellt hat, den Ritter, sondern einen Hasen, der einmal die Prinzessin anspricht: „Ist dein Haar aus echtem Gold?“. Diese Frage wird sich Alfred während der folgenden acht Jahre immer wieder stellen. Aber Lilly beachtet ihn zum ersten Mal, als sie bei den Proben erfährt, dass er ein Labonté ist.

#### Zweiter Teil: Das Beben
Dieser Teil erzählt von den nächsten fünf Jahren. Aus einer kleinen Erderschütterung, die einen Rohrriss in einem der Olenschlägerschen Verwaltung gehörenden Haus in der Schubertstraße verursacht, resultiert eine entscheidende Verwerfungen im Privatleben von Eduard Has. Er untersucht, während Dorothées und Lillys Urlaub in Askona, in der Wohnung der neuen, von ihrem Mann abgeschobenen, Mieterin Etelka, mit Betonung auf der ersten Silbe, Kalkofen einen Wasserschaden und ist von dem Aussehen und der Redeflut der Frau mit dem kunstvollen Haarknoten so angetan, dass er mit ihr ein Verhältnis beginnt. Für sie ist der freigebige Dr. Has der Erlöser aus ihrem einfachen Leben und ein Geschenk aus einer noblen Welt, in die sie aufzusteigen träumt, um Dorothées Platz einzunehmen. Beunruhigt vom Zuzug der Kalkofen-Frau ist dagegen die Putzfrau Scharnhorst, die schon glaubte ihre Spuren verwischt zu haben, weil sie ihren Sohn nicht mit dem Vater teilen will, und nun berechtigte Angst hat, der Altwarenhändler könne nun wieder öfter in ihrem Viertel seine ausgesetzte erste Ehefrau besuchen und dabei Kurt entdecken.

#### Dritter Teil: Das Haus

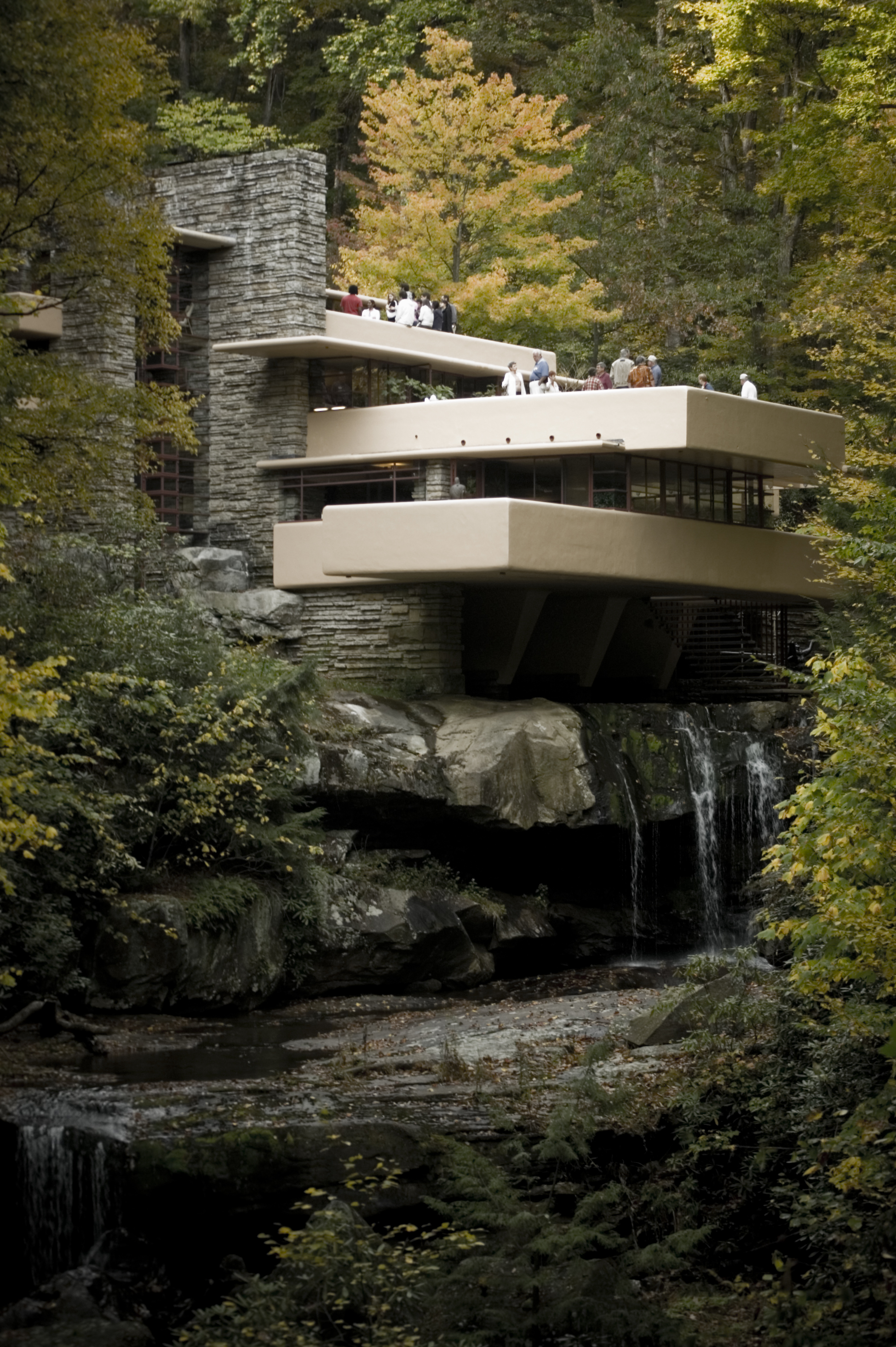
Has zeigt Szépregyi ein Bild von Wrights Haus über dem Wasserfall zur Demonstration seiner Vorstellung von der Architektur seines neuen Hauses. Dem ist dieser Bau nicht konsequent genug „von innen nach außen geplant“. Schließlich einigen sich die beiden darauf, dass der Amerikaner, im Vergleich zu Szépregyi, kein „wirklich guter Architekt ist“.

Hauptthemen sind die neue Stadtplanung, die Veränderung des Westends und die Konzeption der Wohnung in den oberen Etagen des Neubaus Eduards und Dorothées.
Has beauftragt einen alten Bekannten, den Wiener Architekten Szépregyi, mit dem Entwurf und der Bauaufsicht. Dieser trägt ihm und Dorothée seine Philosophie einer „funktionelle[n] Schönheit“ vor. Dabei wird deutlich, dass er „einen Egoismus von solch ausgeglühter Unschuld“ besitzt, „dass man ihm unwillkürlich ab[nimmt], es gebe auf der weiten Welt kein brennenderes Thema als die Grundsätze und Werke des Carl Szépregyi.“ So entfaltet er sich zunehmend zum Familienfreund und Vertrauten Cari und lädt sie in sein Haus im Bergwald in der Steiermark ein. Has verbringt dort mit seiner Geliebten einige Tage, während Dorothée mit Lilly und Guggisheim zur Biennale nach Venedig reisen.
Die Parallelhandlung verfolgt den bald sechzehnjährigen Alfred bei seiner nächtlichen Erkundung des durch die Auflösung der alten Wohneinheiten entstanden Bordellbezirks, bei seinen Gesprächen mit der von ihm bewunderten Etelka im Traditions-Messerladen Rötzel und im Café der Tierfreunde, wo sie ihm, dem Herrn Alfred aus dem Nachbarhaus, ihr Lebensleid schildert und ihm anschaulich erzählt, was Has ihr über Dorothée, Cari und Lilly mitgeteilt hat. Eingearbeitet sind auktoriale Informationen und Alfreds Gedanken über die Mitschülerin Lilly, die im Café Feuerbach seine Hausaufgaben abschreibt, denn sie bevorzugt die Arbeiten von Einser-Schülern.

#### Vierter Teil: Die Liebe
Has ist auf dem Höhepunkt der Entfaltung seines Doppellebens. Die Beziehung zu Etelka erhält ein neues finanzielles Fundament. Als Kalkhofen bemerkt, dass er einen Nachfolger gefunden hat, verhandelt er mit Has wegen der Mietzahlungen und droht mit einer Scheidung. Has fürchtet bei Etelkas Ungebundenheit unter Druck zu geraten und geht auf die Forderung des Altwarenhändlers ein, als Nutznießer für den Unterhalt seiner Geliebten aufzukommen, denn er ist mit der Situation, seine Mätresse eherechtlich gebunden zu wissen, zufrieden und denkt nicht daran, sich von seiner repräsentativen Frau zu trennen.
Die neue Wohnung wird fertiggestellt. Der stolze Auftraggeber diskutiert mit Guggisheim und Szépregyi, eingehend die Hängung der Bilder. Die Einweihung der Großen Galerie wird zu einem gesellschaftlichen Ereignis. Nur Lilly kritisiert die Atmosphäre ihres Arbeitszimmers, in dem man sich nicht konzentrieren könne. Während Dorothée nicht einen Raum, sondern das Lernverhalten ihrer Tochter für ihre schlechten Noten verantwortlich macht, zeigt Szépregyi für die Gymnasiastin Verständnis, stellt eine Arbeitszimmertheorie auf und bietet an, Lilly zuerst einmal zur Regeneration zu sich in die Steiermark zu holen.
Lilly ist von der radikalen Modernität der Architektur Szépregyis beeindruckt, wodurch er eine Faszination auf sie ausübt, der Alfred nichts entgegensetzen kann: „Wie reich ihre Seele in Wahrheit orchestriert [ist], er[fährt] sie – solchen kindlichen Spöttereien [Alfreds] zum Trotz – gerade von Szépregyi. Er öffnet[] ihr die Augen für das, was sie immer geahnt hat[], und [beweist] ihr zugleich, wie bedeutungsvoll solche Einsichten [sind], denn von ihnen [hängt] es ab, ob der Wandschrank rechts oder links […] [steht] So tief, wie Szépregyi in die Träume und die verborgenen Gedanken [eindringt], muss[] man glauben, dass er feenhafte, dramatische und lyrische Gemächer von beinahe absurder Privatheit zu schaffen gedenke.[…] und Lilly erzählt[] ihm ihre Träume“. In seinem Fahrwasser des „moralisch-ästhetischen Reinigungswerkes“ beurteilt sie die Bewohner eleganter Räume mit Antiquitäten und Blumenbildern als „Edelspießer“.
Lilly erhält zur Verbesserung ihrer Schulleistungen von Alfred Nachhilfeunterricht. So besuchen sich die beiden auch in den Elternhäusern, welche das Spannungsfeld in der Frage der baulichen Westend-Entwicklung repräsentieren und ihre Kinder entsprechend beeinflussen. Während Alfred von den Tanten angehalten wird, Unterschriften für den Erhalt der Christuskirche zu sammeln, bezeichnet Lilly dies als rückständigen Eifer. Doch wenn das Mädchen das Bild des Ritters im Treppenhaus der Labontés aufmerksam betrachtet, fühlt er die „Vorausahnung künftiger Gemeinsamkeit“. Die Undurchsichtigkeit ihrer Gefühle wird bei der Besichtigung der neuen Has-Wohnung deutlich. Sie bezeichnet ihn Szépregyi gegenüber als ihren Freund und Alfred „staunt[], wie sehr sie seine Rolle über[treibt]. Er fühlt[] sich keineswegs derart fest in diesem Familienkreis verankert […] Seine Beziehung zu Lilly [ist], wie man weiß, von tausend Unsicherheiten geprägt.“ Sie zeigt sich vor ihren Eltern und dem, den vermeintlichen jungen Rivalen scharf beobachtenden, Gast so vertraut mit Alfred wie noch nie, dass dieser hofft, mit ihr eines Tages zusammenzukommen. Doch offenbar will Lilly nur den von ihr bewunderten Mann herausfordern, denn in der anschließenden Nacht besucht sie ihn in seinem Zimmer.
Die Szenen im vierten Teil veranschaulichen die Situation der Protagonisten metaphorisch: Has ist auf dem Höhepunkt seiner Entfaltung vor dem sich bereits ankündigenden Absturz. Die Familie bräunt sich hoch oben über den Dächern der Nachbarhäuser auf der Sonnenterrasse der vom Freund Szépregyi gestylten Wohnung. Von hier aus sind im Sommer die hinter Kastanienblättern verborgenen Dächer der alten, nicht erhaltungswürdigen Villen, in denen die Labontés und die in Has’ Gedanken präsente Etelka leben, nicht sichtbar. In dieser Kulisse des Scheins und der Geheimnisse erprobt, vom Vater unbemerkt, Lilly ihre Attraktivität als Lolita beim Reformarchitekten der Frankfurter Neuzeit, indem sie ihren in sie verliebten Schul- und Nachhilfefreund strategisch in ihr Spiel einsetzt, während Has sich mit wohlwollendem nachbarschaftlichen Interesse von Alfred dessen fallende Familienlinie, die Großväter waren noch auf Augenhöhe, rekonstruieren lässt.

#### Fünfter Teil: Die Nacht
Die bisherigen Strukturen werden brüchig. Die Protagonisten geraten in Entwicklungskrisen und suchen neue Orientierungen.
Alfred geht jetzt nachts, wenn er in der zurückgelassenen Tweedjacke seines Vaters das Haus verlässt, „einfach drauf los, Er bewegt[] sich durch die Stadt wie durch einen Irrgarten, der in seiner Mitte eine Überraschung verbirgt.“ Er „sucht[] die Einsamkeit und zugleich die Gesellschaft“. Toddi führt ihn dann ins Bahnhofsviertel, beispielsweise in Ploogs Bierstuben, „eine bedeutende Erweiterung von Alfreds Weltbild“. Hier trifft er auf einen Nachbarn von gegenüber, den Bundesbahnrat Rosendall. Dieser wird während der Kuraufenthalte seiner kranken Frau sein neuer nächtlicher Begleiter. Oft kommt er jetzt betrunken heim, und die Tanten befürchten, dass er wie ihr Neffe, dem er auch in der Erscheinung sowie in seinem „träumerische[n], sanfte[n] Blick“ immer mehr ähnelt, zum „Streuner“ abrutscht. Nach der Abreise der Familie Has in die Sommerferien nach Österreich zu Széprecyi setzt Alfred sein nächtliches Bummelleben fort. In der Kneipe findet er Wärme und Nähe und stößt auf eine vertraute Nachbarschaft: die sich in ihrer Einsamkeit gegenseitig tröstenden Rosendall und Etelka.
Lilly gegenüber ist er nach wie vor befangen, wenn sie, aus den „gereinigten Zonen“ des Has’schen Ambiente kommend, ihn bei den Tanten besucht, weil er ihre Meinung über den Baustil der Villa und deren Einrichtung kennt, aber er registriert erfreut, dass sie Victor Müllers Bild, sein „jugendlicher Zufluchtsort“ auch unter stilistischen Aspekten interessiert und es für das Werk eines italienischen Malers hält, und er wagt es nun, Széprecyis Ideen und Wertungen anzugreifen, und nennt ihn einen Angeber, worauf sie wütend das Haus verlässt, allerdings genau zu dem Zeitpunkt, als der rote Wagen des Vaters zur Abholung vorfährt: „Sie [ist] eine Schauspielerin. Alfred [beschließt], nicht mehr zu beachten, was sie sagt[], sondern was sie [tut].“
Durch ein Telefongespräch mit Frau Trumfeller erfährt Dorothée, dass Eduard nicht zu einer Tagung des Haus- und Grundbesitzervereins nach Köln gefahren ist, sondern sich in Liegenschaftsangelegenheiten in der Schubertstraße aufhält. Sie geht diese Straße ab und erblickt ihren Mann mit Etelka. Sie glaubt zu Recht, seine seit einiger Zeit vermutete Geliebte entdeckt zu haben, denkt jedoch nicht an eine Trennung: Da sie sich „sicher [ist]“, Eduard Has nicht zu lieben, bedeutet es für sie „kein Opfer […], indem sie bei ihm [bleibt].“ Sie vertraut sich Szépregyi an, erzählt auch von ihren merkwürdigen Träumen, und er wird ihr Gesprächspartner und Psychoanalytiker: „Du haßt Eduard als Mann […] Du stößt ihn fort, du verletzt ihn im Kern seiner Persönlichkeit.“ Diese Deutung der Hintergründe der Affäre tröstet sie: „Sie selbst [ist] es also, die Has zu Etelka getrieben hat[]! […] Ich habe ihn auf dem Gewissen […] Sie [steht] plötzlich als die Starke, die Ungekränkte da“. Dorothée spricht ihren Mann, erst als er einmal offensichtlich unter Etelkas Stimmungsschwankungen leidet, auf seine Beziehung an und zeigt sogar, als er ihr bereitwillig davon erzählt, Verständnis für ihn. Dadurch kommt es zu einer Annäherung der beiden. Nach langer Zeit vereinbaren sie wieder einen Familienurlaub in die Steiermark, gegen den Widerstand Etelkas, die mit ihrer Zweitrolle nicht zufrieden ist.

#### Sechster Teil: Das Geld
Lilly und Alfred sind inzwischen achtzehn Jahre alt. Die Erosion der Position Has’ setzt sich durch die veränderte Situation auf dem Immobilienmarkt und die Unterbrechung seiner Beziehung zu Etelka fort, während Dorothée ihre Einstellung zu Eduard reflektiert und eine neue Basis entwickelt.
Der gemeinsame Urlaub in der Steiermark fördert durch räumliche Distanz das Nachdenken beider Partner über ihre Familie. Dorothée sichert ihre feste Stellung gegenüber Etelka, obwohl sie wenig miteinander sprechen. Has phantasiert auf dem Fundament seiner Ehe von einer Erweiterung: Neben Etelka denkt er sich eine zweite, jüngere Geliebte. Zum ersten Mal seit langer Zeit verbringen die beiden gemeinsam die Tage, da ihr Gastgeber Lilly zur Jagd mitnimmt und sie ihn auf seinen Fahrten zum Büro nach Wien begleitet. Damit ist „Szépregyi […] als Tröster und Vermittler, als Unterhalter und Stellvertreter eine solche Autorität zugewachsen, dass Has seine Vater- und Gattenrechte nun nur noch ausgehöhlt vor[findet]“ „Selbstquälerisch muss[] [er] sich […] eingestehen, dass sein Freund Szépregyi für sehr junge Mädchen die anziehendere Leitfigur [ist] als er, der Gedankenschwere, im Sessel sitzende Bürgersproß, während Szépregyi […] doch etwas für sein Alter eher peinlich Pfadfinderhaftes [besitzt].“
Nach der Rückkehr aus dem Urlaub erwarten Has zwei unangenehme Wahrheiten: Die Spekulationsblase Westend und die Fehlplanungen der Verwaltung deutet sich an: Das Vermögen der Verwaltung steckt in Häusern, die unter Denkmalschutz gestellt werden sollen und daher eine magere Rendite erzielen, was den Mietpreis betrifft.
Frau Scharnhorst berichtet Has detailliert über Etelkas Ferienbeziehung zu Rosendall. Über diesen Verrat ist er enttäuscht und besucht die Geliebte nicht mehr, sondern verbringt seine Abende zu Hause, was Dorothée erstaunt, aber in ihrer behutsamen Vorgehensweise bestätigt. Nach ihren Reflexionen im Urlaub entwickelt sie eine neue Einstellung zu Eduard und hat jetzt „de[n] Verdacht, ihren Mann nach achtzehn Ehejahren tatsächlich zu lieben.“

#### Siebter Teil: Der Tod

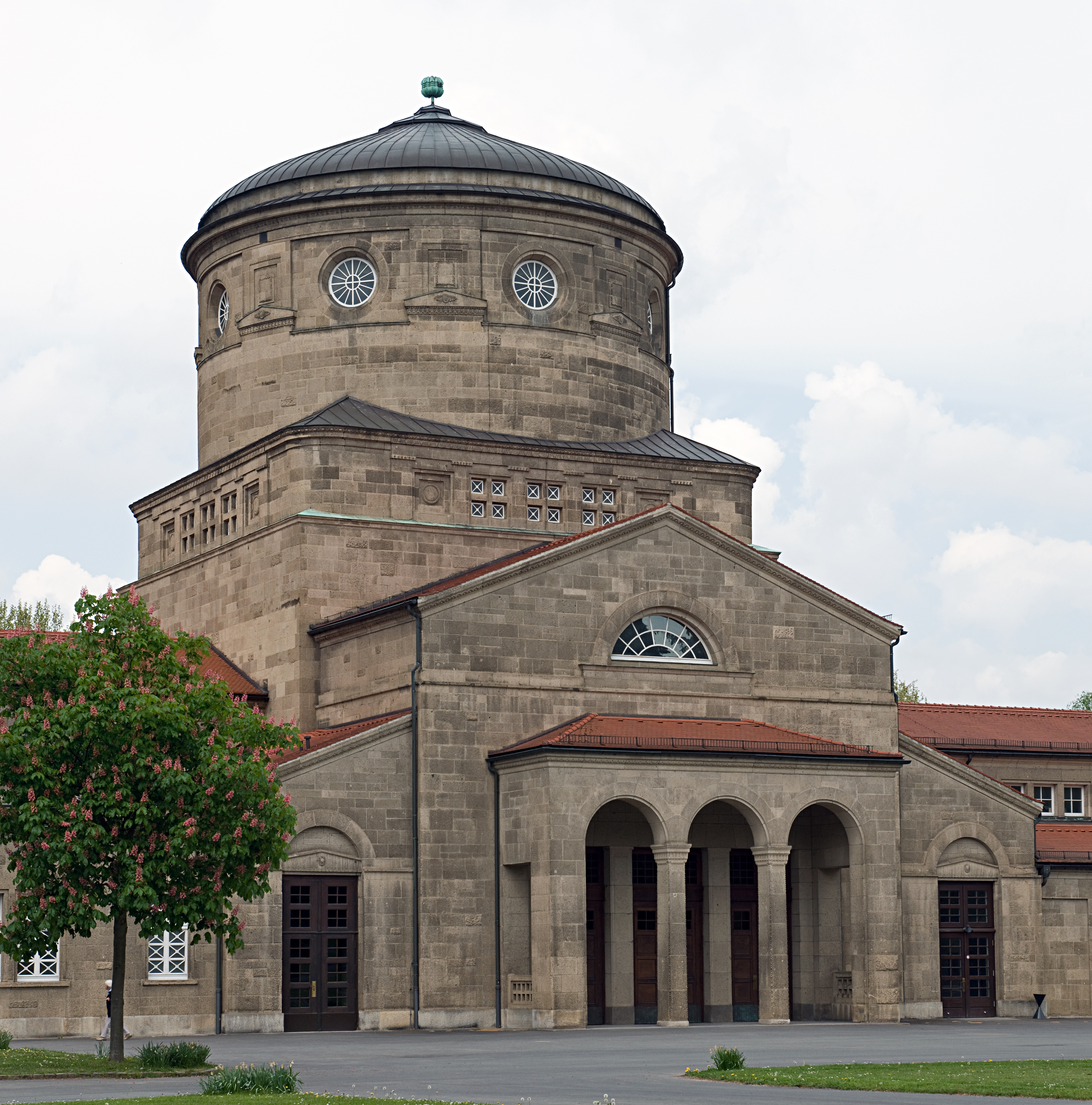
Im neuen Portalbau mit der Halle und dem Krematorium des Frankfurter Hauptfriedhofs findet die Trauerfeier für Tildchen statt. „Eine Art Tempel aus schwärzlich angelaufenem Muschelkalk im Stil des ravennatischen Mausoleums Theoderich des Großen bildete das gleichsam religiöse Zentrum.“ Wie ihr Vater sind die Tanten Mitglieder des „Frankfurter Vereins für Feuerbestattung“.

Die Familien Labonté und Has lösen sich in turbulenten Entwicklungen auf. Am Romanende bleiben Alfred und Lilly in geräumten Häusern zurück.
Alfred hat mit Lilly an einem Samstagnachmittag einen Nachhilfetermin vereinbart und zu spät bemerkt, dass zu diesem Zeitpunkt Tildchens Geburtstag gefeiert werden soll. Er will seine Chance auf eine Intensivierung der Freundschaft nicht versäumen, zumal er ermutigende Anzeichen dafür zu sehen glaubt, und geht zu ihr, ohne die Tanten zu informieren. Als er abends heimkommt, erfährt er vom Schlaganfall der Tante, an dem sie eine Woche später stirbt, und macht sich Vorwürfe wegen seines Versäumnisses. Mi verändert nach der Beerdigung der Schwester zuerst den Tagesablauf und verliert dann auch das Interesse an ihrem, und wie sich jetzt herausstellt eigentlich eher Tildchens, Adoptivkind. Sie löst den Haushalt, von Alfred Zimmern abgesehen, und damit den „Kosmos der Schwestern.“ auf und zieht sich in ein Kronberger Altersheim zurück. Alfred erfährt nun, nicht nur seit seiner Geburt Eigentümer des Hauses in der Schubertstraße zu sein, sondern auch ein kleines Vermögen durch die Mietzahlungen der Tanten während der achtzehn Jahre zu besitzen.
Fred Olenschläger versucht einen Zugriff auf die Sammlung Has, um wieder kreditwürdig für die Unternehmungen der Verwaltung zu werden. Er setzt Has unter Druck, indem er ihm die finanziellen Ansprüche der Verwaltung an ihn als Gesellschafter, der seinen ihm zustehenden Anteil überzogen habe, vorlegt, z. B. Aufwendungen durch seine Wohnung, Bilderkäufe, Autos, Mieterleichterungen für Etelka…Die Sekretärin hat alle seine privaten Aufwendungen bilanziert, außerdem erfährt er jetzt, dass er leichtsinnig Papiere unterschrieben hat, v. a. hat er sich vertraglich verpflichtet, die Planungskosten Szépregyis zu übernehmen, wenn die Bauten nicht zustande kämen. Diese für seine Wohnung geschriebene Erklärung ist jedoch nicht konkretisiert und wird jetzt von Olenschläger auch auf seine eigenen großspurigen Fehlplanungen großer Immobilienkomplexe bezogen.
Bei der Labontéschen Haushaltsauflösung erinnert sich Has, der hofft, das Ritterbild zu erwerben, um es dem Städelschen Kunstinstitut zu stiften, an das entsprechende Ambiente im Haus seiner Mutter. Diese Situation passt zu seiner betäubten Lebenslust: „Ohne die Gnade des von der Angst ablenkenden Schmerzes erlebt[] er die Schrecken des Todes, des unaufhaltsamen Entgleitens eines geliebten Wesens. Und während Etelka vor ihm [versinkt], [wird] ihm auch die Welt, die er [zurücklässt], fremd. Der Takt Dorothées, die Schurkerei des Vetters Fred, der Verrat Szépregyis, die Kälte Lillys, das Entgleiten der Sammlung [bekommen] etwas Unwirkliches.“
Er triff auf Kalkofen, der gerne die guten Einrichtungsstücke übernommen und weiterverwertet hätte. Dieser bringt ihn wieder, nach dreimonatiger Unterbrechung, mit Etelka zusammen, nachdem sich Rosendall, in Etelkas Worten „[e]in ganz Schlechter, ein ganz Kleiner“, als unzuverlässig erwiesen hat. Geschäftstüchtig hilft er seiner Ehefrau aus Geldnöten, indem er ihren von Has geschenkten Schmuck, wegen seines Gebrauchswertes, günstig abkauft und ihn Has zum Neupreis als Versöhnungsgeschenk zur Wiederaufnahme der Beziehung überlässt.
Seit dem Steiermark-Urlaub hat sich Dorothées Einstellung zu Eduard verändert. Sie versetzt sich in seine Situation und vollzieht die emotionalen Defizite ihrer Beziehung nach, wie er sie empfinden muss. Aus diesem Mitgefühl entwickelt sie eine neu erfahrene Liebe zu ihm. Aber sie bleibt vorsichtig. „Auf der einen [Ebene entwirft] sie die Regie für ihr zukünftiges Zusammenleben mit Has, auf der anderen aber erwartet[] sie einen neuen Schlag.“ und diesen erhält sie, als sie in böser Vorahnung auf dem Weg zum Haus Nr. 23 ihren nicht nach Hause gekommenen Mann mit Etelka aneinandergeschmiegt in ein Taxi steigen sieht: „Niemals vorher hat[] sie sich derart verlassen gefühlt.“
Aber bereits bei Guggisheims, dem Schock zufällig folgenden, Anruf sieht sie ihre Situation ruhiger und fokussiert die Vergeblichkeit ihrer Bemühungen im Augenblick größter Kraftanstrengung. In ihrem ersten Mann erblickt sie nun einen Wesensverwandten, der in distanzierter kultivierter Haltung die Hoffnungslosigkeiten des Lebens erträgt. Guggisheim reist am Tag darauf nach Frankfurt, um im Auftrag Olenschlägers die Expressionismus-Bilder zu schätzen, die dieser als Sicherheit für einen Bankkredit benötigt. Die Sammlung Eduard und Dorothée Has hat zwar für den Kunsthändler ihren Reiz verloren, da ihr Aufbau abgeschlossen ist, aber bei einer schnellen Versteigerung würde sie unter Wert verkauft und eine Herauslösung einzelner Werke könnten die Stimmigkeit und Geschlossenheit reduzieren. Da er sich mit Dorothée verständigt hat, dass sie sich von Has scheiden lässt und zu ihm zurückkehrt, vertritt er die Interessen der Miteigentümerin, entzieht die Bilder Freds juristisch noch zu prüfendem Anspruch und lässt sie für seine ehemalige und vermutlich zukünftige Frau in einem Depot bis zu rechtlichen Klärung sichern. Dorothée schreibt in einem Brief an ihre Tochter, in der sie in erster Linie „eine Has“ erkennt, sie sei ihr „jederzeit willkommen.“ Jetzt will sie aber „erst einmal an [sich] selber denken.“
Kurz nach Guggisheims und Dorothées Abreise erscheint Szépegyi mit Lilly im verlassenen Haus, und Alfred, der dies von Toddi erfährt, wird nun klar, dass sie ein Verhältnis miteinander haben, was er als Ausgleich zu seinem durch den unwürdigen Tod des Vaters geringer empfundenen Familienstatus ansieht. Außerdem sind durch die Wohnungs- und Familienauflösungen beider „Kosmos […] zerschlagen“: „Es [gibt] keinen Abstand mehr zwischen ihnen […] und von dieser Vorstellung [geht] ein strömendes ruhiges Glück aus.“ In einem auf die Kanufahrt seines Vaters zurückgreifenden Traumbild sieht er sich einem, ihn selbst in seiner damaligen vom Vater ausgesetzten Situation symbolisierendes, im Main treibenden toten Kind gegenüber, das von einer Flutwelle weggetragen wird „in die Nacht des Wassers.“ Früh am nächsten Morgen ruft ihn Lilly an, hinter ihrem Abschied verbirgt sich, wie Alfred spürt, ein Hilferuf. Er eilt sofort „mit festem Schritt“, wie dies vom Kronberger Ritter zu erwarten wäre, zu ihr, um sie vor dem laut schimpfenden Szépregyi zu beschützen, und erlebt gleichzeitig im Treppenhaus den Ablösungskampf Kurt Scharnhorsts von seiner Mutter.

## Literarische Einordnung
Westend ist ein Drei-Generationen-Roman vom Typus „Buddenbrooks“ mit seiner Konzentration auf das Stammhaus und dem Thema Verfall einer Familie, allerdings kontrastiert Mosebach zwei Familien in aufsteigenden und absteigenden Karrierelinien. Nach Das Bett und vor Eine lange Nacht, Das Blutbuchenfest sowie Der Mond und das Mädchen stellt Westend die zweite Etappe der Frankfurt-Pentalogie des Schriftstellers dar.

### Struktur

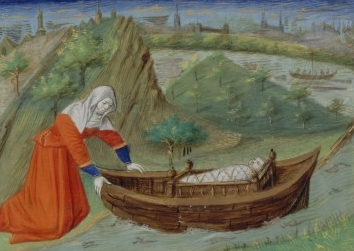
Auf dem französischen Bild aus dem 15. Jh.
setzt Moses Mutter Jochebed ihr Kind aus, um es vor dem Tod zu bewahren, Ihr Plan, es von der Strömung zur im Nil badenden Tochter des Pharao treibenzulassen, gelingt und Mose wächst am Hof des Herrschers auf. Alfred stößt dagegen vor seiner letzten Kanufahrt im Main auf ein Paket mit einem toten neugeborenen Kind, „ein kleiner Moses, dessen Körbchen gesunken war.“ Dieses Motiv der Aussetzung wird am Ende des Romans in einem Traum seines Sohnes Alfred wieder aufgegriffen.

Die Handlung des Frankfurt-Epos kann, wie andere auf die Stadt konzentrierte Romane des Autors, etwa Eine lange Nacht, historisch und geographisch, mit Orts- und Straßenangaben des Westends, bestimmt werden: In sieben Teilen untergliedert spielt sie im Allgemeinen chronologisch vom Ende der Nachkriegszeit, der Immobilienspekulation und großdimensionierten, funktionalen urbanen Planung bis in die Zeit des Aufbruchs: der sich ankündigenden Häuserbesetzungen und Studentenunruhen. Die eingearbeiteten Rückblicke erfassen die erste Hälfte des 20. Jhs., die Entstehung dieses bürgerlichen Wohngebietes, und thematisieren im Vergleich die Menschenbilder und Wertvorstellungen.
In diesem Rahmen zeichnet der Autor ein Porträt dieses Bezirks, seiner Straßen und Häuser, als Schauplatz einer heterogenen Gesellschaft mit traurigen personalen Situationen und schicksalhaften sowie sozialen Abhängigkeiten. Die Zuordnung der Figuren ist, neben vielen Vernetzungen, in zwei personalen Beziehungsfeldern organisiert. Passend zum Ablauf der an den jungen Protagonisten orientierten achtzehnjährigen Haupthandlung gibt es eine Alfred – Lilly – Linie mit dem Motiv der Suche nach einer Vaterfigur, die sich zur Dreierkette Alfred – Lilly – Szépregyi erweitert.
Diese Thematik korreliert mit der existentiellen Grundsituation der Aussetzung bzw. Abschiebung, veranschaulicht im toten neugeborenen Kind, das Vater und Sohn Alfred am Anfang und Ende des Romans finden, mit dem Hinweis auf den kleine[n] Moses, dessen Körbchen gesunken [ist], im Unterschied zu seiner im 2. Buch Mose, 2,1-10 dargestellten Rettung, die der Adoption des kleinen Alfred durch die Großtanten entspricht. In ähnlicher Weise symbolisiert Victor Müllers Bild vom Aufbruch des Ritters Hartmut von Cronberg ins Heilige Land die Trennung von der Familie und die Neuorientierung. Die beiden Motive der Aussetzung und des Abschieds aus dem ersten Teil kehren am Romanende kreislaufartig wieder: Sowohl Steffi wie auch Lilly sind, ohne Elternunterstützung, auf Hilfe angewiesen. Formal ähnelt Alfreds Entscheidungssituation im siebten Teil der seines Vaters. Beide verlassen entschlossen die Familienvilla: „Heute oder nie.“ Allerdings haben sie unterschiedliche Biographien und steuern auf ihren Wegen entgegengesetzte Ziele an. Entsprechend löst sich in Alfreds Traum das tote Moseskind im fließenden Wasser auf und das Ritterbild im Treppenhaus wird abgehängt und ins Museum transportiert. Die weitere Entwicklung der Protagonisten bleibt im Roman offen.
Eine zweite, im nächsten Abschnitt analysierte, Personenkette, bildet sich durch einseitige Liebesbeziehungen mit Trennungs-Verbindungs-Zyklen: Scharnhorst – Kalkofen – Etelka – Has – Dorothée – Guggisheim.

### Erzählform
Der Auktoriale Erzähler stellt die Handlung nicht in strenger Chronologie vor, einzelne Ereignisse werden aus den Perspektiven der beteiligten Personen präsentiert und oft in Gesprächen oder Gedanken, beispielsweise Has’ Reflexion seiner Situation nach der Wohnungseinweihung, oder im Rückblick nach Abschluss der Aktion mitgeteilt, wie der unfreiwillige Einzug der weinenden Etelka in ihre von Kalkofen gemieteten Wohnung in der Schubertstraße aus der Sicht der beobachtenden Nachbarn: „Vom Fensterplatz der Hoffmanns war noch eine Männerhand zu erkennen, die auf dem vollen Arm der Frau lag, der Besitzer dieser Hand schien die Frau allmählich aus dem Auto herausziehen zu wollen.“ Kalkofens Vertragsverhandlungen in der Verwaltung und die Geschichte der Mieterin und Geliebten Has’, sieht man mit dem „durchdringende[n] Raubvogelblick“ der sittenstrengen Sekretärin Trumfeller sowie in Kalkofens bzw. Etelkas Beurteilung. Die bis an seine Kraftgrenzen nervenaufzehrenden Raumproportionierungen Szépregyis verfolgt der Leser, um ein weiteres Beispiel zu nennen, mit den Augen des mit „angeborene[m] Talent zum Künstlervater“ ausgestatteten und deshalb um die Gesundheit des Architektenfreundes besorgten Bauherrn.
Ganze Passagen werden in doppelter Brechung vorgetragen: Beispielsweise erzählt Etelka im Messergeschäft Rötzel und im Café der Tierfreunde Alfred in teils grotesk anmutender melodramatisch-opernhafter Präsentation Geschichten, als wäre sie selbst dabei gewesen, über die Familie Has, die Reise Dorothées nach Venedig und vor allem, was ihren Zuhörer besonders interessiert, über Lilly, also Episoden, die sie von ihrem Liebhaber bzw. von Szépregyi erfahren hat. Über Details ihrer Affäre mit dem verheirateten Nachbarn Rosendall wird der Leser durch den Bericht informiert, den die Putzfrau diensteifrig ihrem neuen Hausherrn Has nach dessen Rückkehr aus dem Urlaub gibt, weil sie sich ihm nach Einzug in die Kellerräume verpflichtet fühlt. Einige dieser Erlebnisse erfährt man zum Vergleich auch aus anderer Sicht, z. B. Lillys Bewertung der Venedig-Steiermark-Reise mit ihrer Mutter oder die Bierstubenbesuche der einsamen Etelka. Personen, wie der Architekt, werden teils kontrovers porträtiert: von Alfred als „alte[r], magere[r] Mann“ mit müden Augen, von Lilly als Meister, Künstler, Jäger, Seelenforscher, Tennisspieler… Dadurch beleuchtet der Erzähler die Figuren, und zugleich ihre Beobachter, in ihren verschiedenen Rollen: Has in der Beurteilung des Hausmeisters Herr, der Putzfrau Scharnhorst, Etelkas, Dorothées oder der Sekretärin Trumfeller. So entsteht ein polyperspektivisches Mosaikbild.
Der Erzähler gibt nicht nur die Aktionen und Gedanken der Personen wieder, sondern erklärt und kommentiert sie auch. Er hat Mitleid mit dem kleinen Alfred: „Aber sie [seine Unkrautblumensträuße] hätten mehr Aufmerksamkeit verdient, als ihnen in ihrem Einmachglas auf dem Küchenfensterbrett bei Fräulein Emig zuteil [wird], denn sie [verraten] einen überaus selbständigen Geschmack.“ Er spricht Vermutungen aus: „Dorothée hätte sich gewundert, wenn sie in Guggisheims Gedanken gelesen hätte.“ Einer mündlichen Kommunikationssituation ähnlich erhält der Leser Zusatzinformationen, oder eine Figur wird in Schutz genommen: „Nun muß man aber auch sagen, was Eduard Has, in dessen Innerem alles für einen selbstmörderischen Aufstand vorbereitet [ist], derart in Bann [schlägt].“ bzw.: „Der Gerechtigkeit halber muß aber festgehalten werden, dass die eigentliche Hassleistung, wie man wohl schon vermutet[], vor allem auf die Scharnhorst [fällt].“ Auch auf eine eingeweihte Wir-Gemeinschaft kann zurückgegriffen werden: „Wir wissen, dass er bei seiner Rückkehr nach Frankfurt im Anblick der Ruinen des Hauses […] von einem Neubau besessen [ist].“ Er will „sich selbst schöpferisch […] erleben“. Gleiches gilt für Lebensweisheiten: „Wenn wir ernst nehmen, dass jeder Mensch zu fast allem fähig ist, kommen wir kaum mehr dazu, ein geschlossenes Charakterbild zu umreißen, das für den Alltag doch recht gute Dienste leistet.“ Aber der Erzähler gibt gelegentlich zu, die Wünsche seiner Figuren nicht restlos zu kennen. „Niemand kann wissen, welche Hoffnungen Eduard Has an die Vorstellung knüpft[], sechs Wochen in Gegenwart seiner Tochter zu verbringen, aber dass er sich darin getäuscht sehen muss[] [ist] offensichtlich.“ Auch korrigiert er zuweilen nicht, wenn seine Protagonisten die Unwahrheit sagen, und überlässt die Recherche dem Leser, beispielsweise wenn Has Dorothée und Guggisheim gegenüber jünger erscheinen will und ihnen ein falsches Geburtsjahr suggeriert.

### Ironische Distanz
Ironische Beschreibungen und Kommentierungen verhindern eine zu starke Einfühlung oder gar Identifikation mit einzelnen Personen: „Etelka [ist] zum Haß im Grunde unbegabt und [verfällt] unter den Lieblosigkeiten Kalkofens eher in ein stilles, wimmernd dahinfließendes Weinen, als dass sie die Fäuste geballt hätte, wobei sie allerdings stets darauf achtet[], die Haut um ihre Augen herum zu schonen, und den Verzweiflungsstand nach einer Weile selbst beendet[], indem sie ihre Haare [wäscht] und sie so hingebungsvoll trockenfrottiert[], als sei das die einzige und wichtigste Tat, auf die es in ihrem Leben noch ankomme.“ Allerdings ist diese Haltung des Erzählers nicht gleichmäßig verteilt, die Helden des Romans, Tante Tildchen und Alfred, bleiben weitgehend verschont oder die sanfte Ironie verbindet sich mit offenkundiger Sympathie. Anders bei den Erziehungsmethoden von Eduard Has: „Die Paragraphen dieser Vereinbarung [Ausgang und Abholung der Tochter] lauteten erstens, dass sie unternehmen könne, was sie wolle, ohne darüber Erklärungen abzugeben, und zweitens, dass er sie mit dem Auto zu ihren Verabredungen hinbringen und abholen dürfe, wann immer er dazu Lust verspüre. Lilly [fährt] also irgendwann mit dem großen roten Auto vor, küsst[] ihren Vater vor den Augen ihrer Freunde mit der Folgsamkeit der jeune fille de bonne famille, die der Zärtlichkeit eine sanfte religiöse Note mitzugeben weiß, und [wird] tief in der Nacht auch wieder abgeholt, ein Aufwand, der ihr den Ruf altmodischer Behütetheit [einträgt], ohne ihren Bewegungsdrang im mindesten zu dämpfen.“

## Historischer Hintergrund
Eine Auseinandersetzung mit der politischen Geschichte der Hitlerdiktatur und ihrer Verbrechen, und dies ist typisch für die Nachkriegszeit, findet nicht statt, und der Auktoriale Erzähler belässt es bei Hinweisen auf aus jüdischem Besitz stammenden Gemälden oder Immobilien irgendwann verschwundener Eigentümer. Die Figuren sind mit sich befasst, sie beklagen ihre verlorene Heimat und zerbombten Häuser, die nicht mehr heimgekehrten Soldaten und konzentrieren sich auf den Aufbau einer neuen Stadt. Das ist ihre Vergangenheitsbewältigung: Abriss der Ruinen, Verdrängung, Neukonzeptionen ohne historische Spuren.

### Tradition oder Neukonzeption
Seit den 50er Jahren setzt sich im Westend zunehmend der neue sachliche Baustil durch. Bei Umbauten werden die Türmchen mit den Ornamenten beseitigt. Kunsthistoriker und Landeskonservatoren erklären „die Architektur des ganzen Viertels für wertlos und abrißreif“ und die fortschrittlichen Politiker orientieren sich an Utopien der neuen Stadtplaner nach dem Ersten Weltkrieg. Diese Perspektiven führen zu einem Handel mit alten Häusern und Grundstücken, der fieberhafte Formen annimmt. Die Immobilien stehen entweder leer oder werden in der Übergangszeit günstig vermietet, z. B an griechische und kroatische Arbeiter oder Bordellbetreiber. Als Folge davon ziehen viele Alteingesessene weg und bieten ihre Häuser zum Verkauf an: „Der Verfall, seine Verlassenheit und Verwahrlosung [verbinden] sich mit der Bewegung von Summen, als vermute man in den aufgekauften Vorgärten vergrabenen Schätze.“ Proteste der Bevölkerung gegen die skrupellosen Spekulationen, die in den 1970er Jahren zum Frankfurter Häuserkampf eskalieren, lösen Druck auf die Politiker aus und das Viertel wird unter Denkmalschutz gestellt, mit der Vorschrift der Fassadenerhaltung. Jetzt ist der Markt tot und die Immobilienpreise sinken rapide.
Die unterschiedlichen Auffassungen über die Neubebauung verteilt der Autor auf die Protagonisten beider Familien:

#### Fred Olenschläger – Der urbane Planer

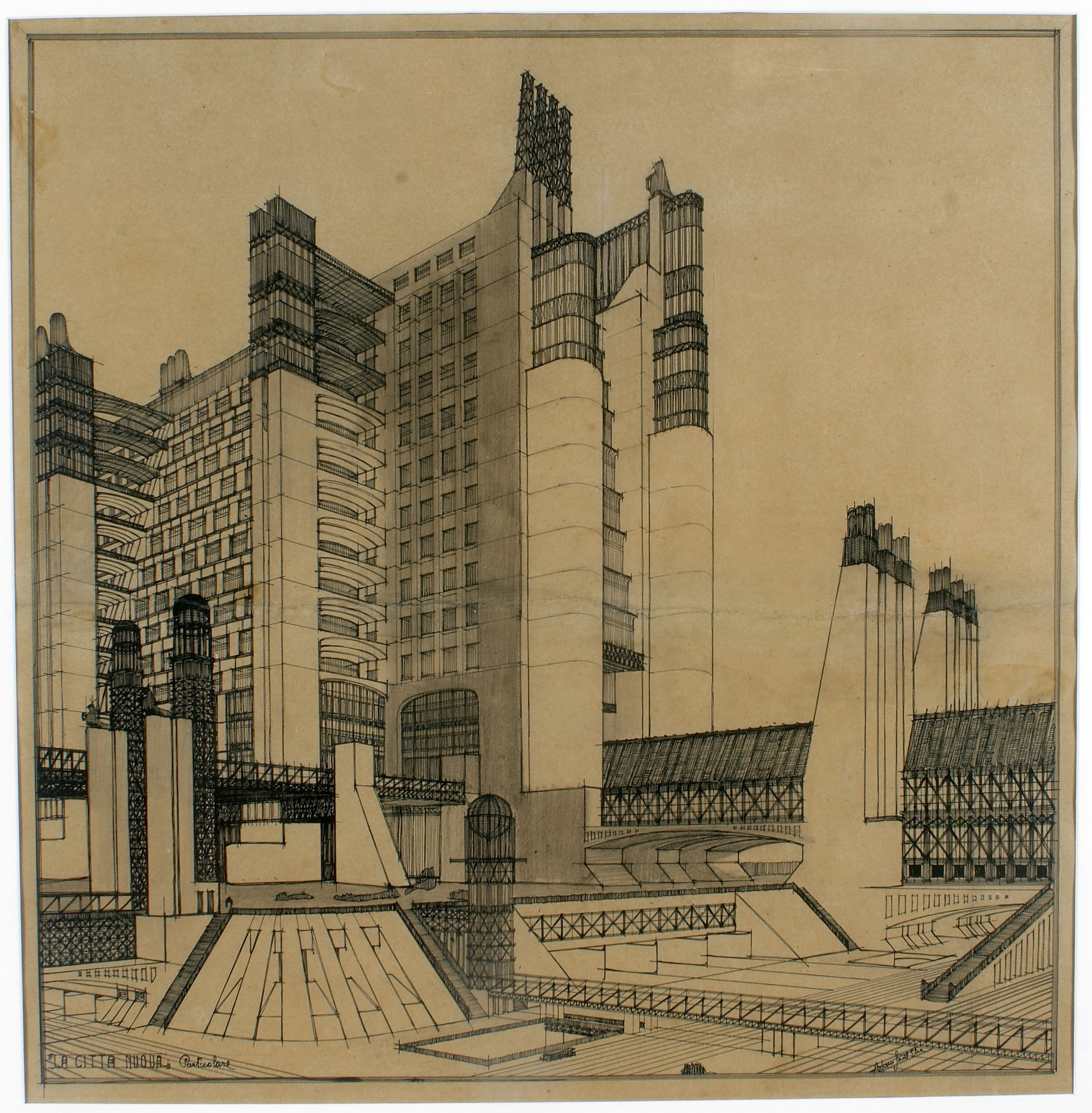
Zeichnung eines Hochhauskomplexes von La Citta Nuova des italienischen futuristischen Architekten Antonio Sant’Elias. (1914)

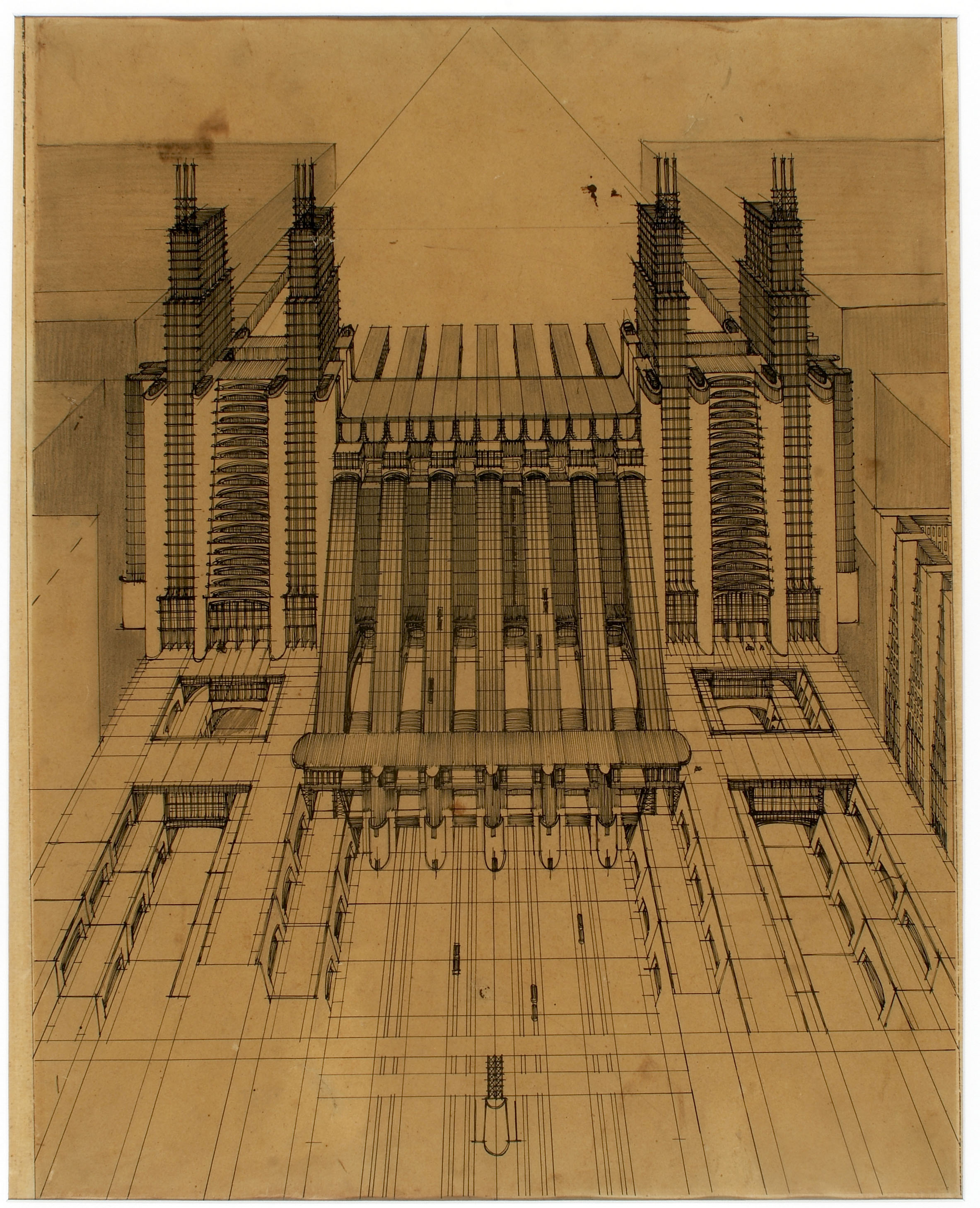
Zentralbahnhof mit Flughafen von La Citta Nuova.

In der Olenschlägerschen Grundstücksverwaltung vertritt Fred konsequent die gigantomanischen Ideen. Ende des Ersten Weltkrieges lernt er „die Utopien der neuen Stadtplaner kennen […] Zeichnungen kubischer Türme, die zehnspurige Straßen mit unaufhörlich rollenden Autos [einfassen], die gläsernen Brücken, die hoch in den Lüften die Türme miteinander [verbinden] und deren Laufbänder eine nicht abreißende Menge [befördern], die Flughäfen auf den weiten Dächern, die ganze Städte noch einmal hätten aufnehmen können, und er [kommt] von diesem inneren Bild einer unendlich kreisenden Bewegung von Menschenmassen nie wieder los.“ Er plant „die Schubertstraße aufzurollen“ und kauft alte Gebäude mit „Kulissenarchitektur“ auf. „In ihm wohnt[] der Planer, der wahrhafte Umgestalter ganzer Landstriche. […] »Bauwurm« […] kein besseres Wort liegt zur Hand, um die geheime Unruhe zu benennen, die den alten Junggesellen […] nachts wach im Bett liegen [lässt]. […] Vor allem die Schubertstraße [erscheint] dann vor seinen Augen: nicht Straße mehr hinfort, sondern langgestreckter Hof zwischen gläsernen, betongestützten Schiffen, die mit zahlreichen Brücken verbunden [sind], eine Stadt in der Stadt, mit eigenem Anschluß an das öffentliche Verkehrssystem, mit gegeneinander sich bewegenden Rolltreppen, Rohrpostanlagen, Tausenden von Menschen, die dort Schreibmaschinen zu gleichmäßigem Rattern [bringen], ein Termitenbau, indem es niemals Nacht werden muß[].“
Has ist in dieser Entwicklung nicht die treibende Kraft, unterstützt sie jedoch. Im neuen Baustil entdeckt er auf seiner Suche nach Profilierung als moderner weltgewandter Mensch eine weitere Form, die auch Dorothées Persönlichkeit entspricht. Im Konkreten kümmert er sich aber wenig um die Planungen der Verwaltung, überlässt die kaufmännischen Entscheidung beim Immobilienerwerb Fred und die Buchhaltung der mit seinem Vetter kooperierenden Sekretärin Roswitha Trumfeller. Er leistet unbekümmert Unterschriften, während seine Gedanken bei Neuerwerbungen für seine Sammlung oder Unternehmungen mit Etelka verweilen.

#### Carl Szépregyi – Die neue funktionelle Schönheit
Der Wiener Architekt Carl Szépregyi liefert die Philosophie zur neuen funktionalen Schönheit Frankfurts. Er plant die Gebäude „von innen nach außen“, um „die inneren Funktionen an der Fassade [abzulesen]“. In Eduard Has findet er seinen Mäzen, der ihn mit dem Bau seiner Wohnung beauftragt. Hier kann er die „Repräsentation und Funktion“ nüchterner Raumgestaltung, durch Metalltreppen verbundene verschiedene Ebenen, weiträumige Perspektiven durch offene Zimmerfluchten mit weiß getünchten Betonwänden und spiegelnden schwarzen Linoleum-Böden demonstrieren. Die ausgetüftelt proportionierten, lichtüberfluteten Räume, die Große und die Kleine Galerie, bilden das Ambiente für Has’ Gemäldesammlung, während die kleine Küche ehrliche „funktionelle[] Schönheit“ ausdrückt. „Strenge und Absolutheit bei der Verwirklichung seiner ästhetischen Pläne“ sind seine Leitlinien. In, ironisch beschriebener, selbstquälerischer Detailarbeit versucht der Architekt „Wohnen als ein Gesamtkunstwerk“ zu inszenieren. Eduard, Dorothée und vor allem Lilly sind fasziniert von seiner angeblich einfühlsamen Persönlichkeit, die ihre Kraft naturverbunden in der einsamen Landschaft der Steiermark sammelt, und von seiner Idee, alles Rückständige aus dem Stadtbild zu entfernen. Kritisch metaphorisch ausgedrückt: „Der Aufbruch, den Szépregyi fordert[], [klingt] gewaltsam wie ein Erdstoß, der ganze Straßenzüge zum Einsturz [bringt]. Vor allem [enthält] er für Alfred einen drohenden Vorgeschmack von Lillys Aufbruch, der sich vorzubereiten [scheint].“

#### Mi und Tildchen Labonté – Traditionelle Lebensformen
Als Kontrast zum Neubau Has’ ist in der alten Villa Labonté die alte Zeit in den Möbeln. Bildern und Lebensformen konserviert. In diesem Heim wird Alfreds mit traditionellen Strukturen und gesellschaftlichen Formen erzogen und auf die Umbrüche der Umwelt aufmerksam gemacht. Die Großtanten lehren ihr Adoptivkind sprachlich genau zu unterscheiden zwischen „Eisschrank“ und „Kühlschrank“, „Hure“ und „ausgehaltener Frau“. Sie vermitteln ihm Bildungsgut, z. B. Theaterstücke Brechts im Frankfurter Schauspielhaus, in denen sie bei aller Kritik an der Radikalität auch einen Wahrheitskern entdecken, oder Stilkunde während der Reise nach Paris, wo sie Alfred sensibilisieren wollen: „Was du in Paris siehst, ist alles nur Nachahmung […] In Paris gebe es ‚keinen eigenen Stil‘.“ In der Neubaudiskussion der Nachkriegszeit vertreten sie eine pragmatische Sicht: Heute […] gebe man offen zu, dass man keinen Stil mehr habe, und lasse alles Nachgeahmte weg. Schön sei das nicht, aber „eine saubere Lösung.“ Ihr Haus und die Einrichtung dagegen spiegelt die Zeit des aufstrebenden Bürgertums wider. Sie haben die Bebauung des Westends erlebt, die „kleine Villa mit ihren gotischen Ornamenten und der Wetterfahne“ in der Schubertstraße als Neubau bezogen (1897) und „keine Ambitionen, außer der einen, nämlich alles unbeschadet zu bewahren, wie es ihnen übergeben worden [ist].“
Durch die Tanten angeregt, sammelt Alfred Unterschriften gegen den Plan, die im Krieg zerstörte Christuskirche abzureißen, um eine „Suppenküche für Studenten“ zu bauen. „Tatsächlich [kann] er sich nicht vorstellen, dass die Schubertstraße einmal nicht mehr auf das große Himmelsfenster des gotischen Bogens zuliefe. Er [weiß] nicht, wie die Welt aussehen würde, wenn die stillen und doch auch spannungsvoll sich verengenden Perspektiven nicht mehr in diesen Ausblick in das jenseitige Land mündeten.“ Allerdings verpflichten die Tanten ihr Adoptivkind nicht zur Erhaltung der alten Einrichtung. Im Gegenteil: Vor ihrem Auszug löst Mi den Haushalt auf und übergibt Alfred, von seinen Zimmern abgesehen, ein leeres Haus.

## Analyse personaler Beziehungen
In diesen Ablauf eingearbeitet ist ein komplizierter generationen- und gesellschaftsschichtenübergreifender Liebesreigen der Protagonisten in einer Mischung aus Bodenhaftigkeit, beispielsweise bei der Putzfrau oder dem in den Trümmern wühlenden Alteisenhändler, Marktorientierung und Träumerei bzw. der ästhetischen Abgehobenheit des Kunsthändlers, für den eine Sammlung nach ihrer Vollendung an Interesse verliert und wieder aufgelöst wird. Die meisten Figuren sind auf der Suche nach Orientierung und Sinnerfüllung. Neben den bereits in anderen Kontexten vorgestellten Personen der Dreierkette Szépregyi – Lilly – Alfred ist dies v. a. die Reihe: Scharnhorst – Kalkofen – Etelka – Has – Dorothée – Guggisheim.

### Scharnhorst
Bereits auf der Dienerebene mischen sich Pragmatismus mit Realitätsverlust. Einerseits verzichtet die zwergwüchsige Putzfrau Scharnhorst „auf all das angelesene Schlaumeiertum, das die Bürger Bildung nennen und mit dem sie sich gegenseitig zu übertrumpfen versuchen, sondern [sie beruft] sich ausschließlich auf die Erfahrungen, die Augen und Ohren ihr [ermöglichen].“, andererseits fordert sie ihr Wohnrecht im neuen Haus. Obwohl sie in klaren Stunden „den hohen Grad von Irrealität“ ihres Anspruchs auf einen Ersatz für ihre im Krieg zerstörte Wohnung im Neubau [sieht], schenkt[] ihr „[d]er monatliche Brief an die »Verwaltung« […] die Kraft eines mächtigen Rituals. Sie fühlt[] ihren Willen, wenn sie einen solchen Brief [absendet], und sie [gemießt] ihre Unbeugsamkeit.“ Teilweise erreicht sie auch ihr Ziel, allerdings nur durch den Einfluss Etelkas auf Eduard Has, welcher sie im Kellergeschoss gegen Arbeitsleistungen wohnen lässt. Diese Ambivalenz bestimmt ebenso ihr Verhältnis zu Kalkofen. Sie ist, obwohl dieser plötzlich verschwindet und sie in dem Schrebergartenhäuschen ohne Nachricht zurücklässt, voller Bewunderung für den starken Mann, der sich auch von der Schönheit ihrer Nachfolgerin Etelka nicht von der materialorientierten Einstellung eines Schrotthändlers beirren lässt: „Er [ist] ein wirklicher Mann und [läßt] sich von einem hübschen Gesicht nichts vormachen. Er [kennt] die Frauen, [denkt] die Scharnhorst mit grimmigem Vergnügen. Er [weiß], dass eine genau wie die andere [ist].“ Aber sie kennt auch die Gefahren. „Nichts [kann] sie in ihrer Überzeugung irremachen, dass Kalkofen eine Gottheit [sei], die aus der Ferne verehrt werden [will], weil sie [verbrennt], was ihr nahe [kommt].“ Deshalb versteckt sie ihr Kind, allerdings letztlich vergeblich, vor dem Vater.

### Kalkofen
Der den Materialbedarf der Nachkriegszeit nutzende Händler baut sich nach Bedarf sein Wirklichkeitsbild zusammen. „Alles muss in Ordnung gebracht werden […] Ich hole den Jungen auf den Hof, und Sie [Has] vertragen sich wieder mit Etelka.“ ist sein Spruch, um eine Situation in seinem Sinne zu organisieren. Wenn er eine neue Frau hat, taucht er entweder, wie bei der Scharnhorst, unter, oder schiebt die Ehemalige mit der Begründung: „Die Frau braucht Luft“ in eine Mansardenwohnung ab und ist an ihrer Versorgung durch einen Nachfolger interessiert. Has gegenüber tritt er als der verständnisvolle Anwalt seiner Frau auf: „Sie meint[], dass sie viel unter ihnen zu leiden hätte. Sie gingen nicht auf sie ein, Sie wären rechthaberisch und nachtragend.“ Seine Vaterliebe entdeckt er, als er bemerkt, dass der kräftige, sich vor keiner körperlichen Arbeit scheuende Sohn Kurt für sein Geschäft geeignet ist: als Säule im ständig an Ausfällen leidenden „Landsknechthaufen seiner Mannschaft“: „Der Junge gehört zu mir […] auf den Jungen wartet ein großes Geschäft. Bei mir gibt’s was zu erben. Ich habe Werte geschaffen!“ Bei der letzten Aussage muss ihm sogar der latente Geschäftsmann in Eduard Has recht geben.

### Etelka
Dass der Schrotthändler, wenn man von Scharnhorsts Charakterisierung ausgeht, Etelka geheiratet hat, verwundert auf den zweiten Blick. Zwar beeindruckt die 40-jährige Frau des Schrotthändlers nicht nur Has durch ihr Aussehen. Sie ist „schön wie eine Friseuse“, wie Herr Herr der Scharnhorst voller Anerkennung ihres kunstvoll gesteckten Haarknotens erzählt. „Wenn sie […] den noch eng zusammengedrehten Zopf ein wenig lockert[], [sind] ihr Rücken und ihre Schultern im Nu unter Fluten weißblonder, feingewellter Locken verborgen. Etelkas Haar [ist] eine Märchenpracht, und Alfred […] liebt[] sie aus der Ferne für dieses Haar vom ersten Tage an“, als sie in die Schubertstraße 23 einzieht.
Aber hinter dieser Oberfläche verbirgt sich eine Träumerin. „Etelka hat [] sich über das Wesen der Welt bisher nur wenige Gedanken gemacht. In dem dunklen Gefühl, damit den ihr zugewiesenen Teil der Wirklichkeit zu erblicken, [hält] sie sich an Personen, die sie unmittelbar [angehen] und für sie die Welt [vertreten].“ „Sie beschäftigt[] sich, bis sie Has kennen lernt[], ausschließlich mit dem Ergründen ihres Lebensunglücks.“ „Als kostbaren Schatz ihres Charakters [besitzt] sie eine unzerstörbare Naivität, die ihrer opernhaften Erscheinung eine Poesie hinzufügt[], die dies Spiel auch gelingen [lässt].“ Sie hat eine große erzählerische Begabung, die Geschichte ihrer Kindheit bei der Tante in Zoppot, die ihrer Schwester, einer Sängerin mit „wunderbarer Liebe zu Chopin“ bzw. ihre Tragödie mit ihrem „sehr leidenschaftlichen Mann“ vor ihrer Verabschiedung weit ausholend vorzutragen. Ihren Gedanken zur Seelenwanderung zufolge war ihre Schwester eine Geliebte Chopins und der Kater einer Sängerin mit Namen Puccini war „tatsächlich […] der Schöpfer von Madame Butterfly!“ Ihr Leid als verstoßene Frau setzt sie melodramatischer in Szene und zieht nicht nur Has damit in ihren Bann, sondern auch den fünfzehnjährigen Alfred, von ihr mit Herr Alfred angesprochen, bei einem Einkauf im Haushaltswarengeschäft Rötzel. Nach dem Muster „eine Dame trifft einen Herrn und tritt in eine Unterhaltung mit ihm ein“ entfaltet sie ihre Geschichte und tritt dann „aus ihrer literarischen Trauer unvermittelt heraus wie aus einem kleinen Tempelportal und [beginnt] in eindrucksvollen Stichwörtern Kalkofens Bedeutung zu umreißen. Ein Organisator! Ein Unternehmer! Ein Athlet! Ein geschäftliches Genie! Ein Perfektionist! […] Alfred [ist] es unmöglich, in dieser Beschreibung den Lumpensammler wiederzuerkennen, dem er als kleiner Junge die alten Zeitungen verkauft hat[].“ Etelka ist also eine „hochbegabte Sprecherin. Damit [ist] gewiss nicht der Inhalt ihrer Reden gemeint, im Gegenteil. Ihre Sprunghaftigkeit, ihr Hadern, ihre Andeutungen, die man nicht [versteht], ihre ungenauen, zum Süßen oder Bitteren hin verzerrten Erinnerungen und Kalenderweisheiten [können] dem Zuhörer den Verstand rauben. Es [ist] vielmehr ihre Stimme, die in Bann [zieht].“ In ihrem mit Capri-Souvenirs aus Kalkofens Lager eingerichteten Mansardenzimmer entfaltet sie ihre Has fesselnde, märchenhafte Wirkung.
Sie erkennt sofort bei seinem ersten langen Besuch an dessen feiner Art die Herkunft aus einer wohlhabenden Welt, zu deren innerem Zirkel sie gerne Zugang hätte: „Stellt man sich Etelka Kalkofen noch als frei von allen schicksalhaften Bindungen in der Luft schwebende Seele vor, die nur ein Plätzchen sucht, wo sie sich materialisieren kann, so [gibt] es in ihrer Vorstellung jedenfalls für sie keinen einladenderen Ort als den, welchen Dorothée […] [einnimmt].[…] Etelka […] wundert[] sich immer neu bei dem Gedanken, dass dieses Am-falschen-Ort-Leben offensichtlich zum Schicksal der Dorothée Has gehört[] wie zu ihrem eigenen. […] in allem, was sie vom Lebensrahmen der Dorothée Has in der Mendelsonstraße erahnt[], […] [erkennt sie] genau [wieder], was sie für sich selbst herbeisehnt[].“
Sie hat Zeit für Has, träumt sich „auf das Sofa der Dorothée“, sieht sich „jeden Tag Weiß tragen“ und immerfort etwas zum Aufbügeln geben und den Spender all dieser Gaben, Herrn Dr. Has nämlich, umstreichen und umschmeicheln, wenn er abends nach Hause [kommt], ganz im Gegensatz zur kühlen Dorothée, die ihren Mann empfängt, indem sie „katzenmäßig […] augenblicklich das Zimmer [verlässt].“ „Etelka Kalkofen [dagegen] [ist] eine Frau, geboren, um Erwartungen zu wecken, und zugleich mit allem ausgestattet, um diese Erwartungen auch zu erfüllen.“
Ihr Verhältnis mit Has, der oft in seinem roten Wagen vorfährt, sie mit neuer Garderobe ausgestattet nach Wiesbaden ausführt, bleibt in der Straße natürlich nicht unentdeckt und sie wird von der Scharnhorst als Hure bezeichnet. Alfreds Tante Mi ist das zu simpel, sie differenziert ihrem Neffen gegenüber: „Frau Kalkofen ist keine Hure, sondern eine ausgehaltene Frau“ und trifft damit die Situation Etelkas besser, denn diese „beunruhigt[] […] der ganze Zustand des Irregulären, der ihren eigenen Maßstäben im Grunde nicht [entspricht].“ Aber sie muss sich damit abfinden, denn trotz ihrer Klagen ist Has nicht zu einer Änderung seiner Familienverhältnisse bereit und „[s]ie [empfindet], dass er sie zu einem ewigen Warten verurteilt habe und dass er ihr Leben, nämlich ihre besten Jahre, stehle.“

### Eduard Has
Eduards Doppelleben mit zwei unterschiedlichen Frauencharakteren spiegelt seine ambivalenten Bedürfnisse: einerseits sieht er die Expressionisten Sammlung in offenen lichtdurchfluteten Zimmerfluchten, in denen sich seine knabenhaft-schlanke Frau bei Gesellschaften leichtfüßig elegant bewegt als sein Lebenswerk an, und andererseits liebt er Etelkas füllige Erscheinung in dem gemütlich kleinen, mit Caprifächern, Gondeln und Chiantiflaschen dekorierten Mansardenzimmer.
Wie seinen Bildern hat er auch seinen Frauen gegenüber die Einstellung eines Sammlers, der sich mit Exquisitem umgeben und damit repräsentieren möchte. Nachdem Dorothée, deren Position als Ehefrau und Mutter Lillys für ihn nie zur Disposition steht, sich Etelka gegenüber als verständnisvolle Gattin gezeigt hat, denkt er sogar an die Erweiterung des Bestands um eine zweite, jüngere Mätresse. Diplomatisch einigt er sich mit den verhandlungsbereiten, die Arrangements geschäftsmäßig begünstigenden, Ehemännern seiner Geliebten. In seinen Beziehungen leidet er unter atmosphärischen Störungen. Er sucht die Harmonie und ist bemüht, die Launen und Schwächen der Frauen auszugleichen, indem er sie großzügig mit Schmuck beschenkt. So will er beispielsweise „die Möglichkeit gesichert sehen, Dorothées Verstimmung durch Überreichung eines größeren Schmuckstücks zu beenden.“ Zur Finanzierbarkeit seiner Projekte hat er von Anfang an ein kindlich-naives Verhältnis, er glaubt offenbar an die märchenhafte Unerschöpflichkeit der Ressourcen: „Dr. Has […] wünscht[] Mittel zulösen, er hat[] den Zug des Sich-Verströmen-Wollens, wobei man hier in erster Linie an die Festspiele von Bayreuth und Salzburg und die Expressionisten zu denken hat, er [ist] eine barocke Natur.“ In seiner Selbstgefälligkeit und Egozentrik bemerkt er erst am Schluss, dass ihm viele Entwicklungen entgangen sind und er schon lange nicht mehr der bestimmende Akteur ist.

### Dorothée
Ihre bereits bei Guggisheim beobachtbare Melancholie und eine gewisse Geistesabwesenheit, verbunden mit einer Distanziertheit, trägt sie auch in ihre Ehe mit Eduard hinein, zu der sie sich entschließt, als der bis dahin großmütig ihr Verhältnis zu Has tolerierende Kunsthändler nicht bereit ist, ihr Kind zu übernehmen.
Erst als sie der Geliebten ihres Mannes Etelka begegnet, reflektiert sie über die Zeit, als „sie […] das Revier [wechselte], wie ein Tier das tut, dem die Geräusche des Windes […] zuflüstern, dass dies ein guter Platz sei. […] Jetzt nachträglich und unter dem Einfluß der neuerworbenen psychologischen Deutungskünste, hätte sie wohl den tieferen Grund für ihren Umzug nach Frankfurt in dem Paradox gesehen, dass Has ihr fremder war als Guggisheim […] Fremdheit von Has ließ sie ungeschoren und ermöglichte ein Nebeneinander, dem für sie nichts Langweiliges anhaftete, sondern der Ausdruck ihrer Vorstellung von Natürlichkeit war.“ Der Erzähler erläutert an anderer Stelle diesen Gedankengang und ihre Entscheidung, trotz der Geliebten weiterhin mit ihrem Mann zusammenzuleben: „Dorothée Has […] wünscht[] mit niemandem zu tauschen, und das nicht etwa, weil sie glücklich gewesen wäre, sondern weil sie sich, um es philosophisch auszudrücken, menschliche Entitäten außerhalb der eigenen nicht vorstellen [kann]. Mit Has hat[] sie einen Griff getan, der sie nicht zufrieden stellt[], der aber auch kein Fehler war.“
Doch Etelkas Auftauchen bewirkt bei Dorothée eine Veränderung. Es bekümmert sie „der Verdacht, ihren Mann nach achtzehn Ehejahren tatsächlich zu lieben.“ Vor allem seit dem gemeinsamen Steiermark-Urlaub und Has’ Abbruch seiner Affäre hat sich „[e]twas in der Natur Dorothées vollkommen Unvorhergesehenes entfaltet.“ „Ihr sonst so gleichgültiges Verhältnis zur Zeit hat[] einer angstvollen und zugleich glücklichen Wachheit Platz gemacht. Die Liebe zu Eduard Has, die sie unter solchen Schmerzen entdeckt hat[], [ist] zur Hauptaufgabe ihres Lebens geworden.“ Sie weicht ihm nicht mehr aus, „[s]ie opfert[] ihm vielmehr gern und mit freundlicher Wehmut die Liebesgenüsse der Einsamkeit, wenn er unvermutet in ihre Gesellschaft [kommt].“ Die Erklärung dafür ist, dass sich Dorothée gibt die Schuld gibt an Has’ „unaussprechlichen[n] Leiden“, der Versteinerung, der er durch sie dadurch ausgesetzt war, dass „sie ihn wahrscheinlich ohne verletzende Absicht, aber auch ohne liebevolle Gedanken unablässig zurückgestoßen“ hat. In ihrem Mitgefühl „wie Eduard wohl zu Mute gewesen war, [braucht sie] nur ihren eigenen gegenwärtigen Zustand zu betrachten.“
Als sie entdeckt, dass ihr Mann die Beziehung zu Etelka wiederaufnimmt, ist sie schockiert. Aber kurz darauf, bereits nach Guggisheims, seine Ankunft ankündigendem, Anruf, liegt „[d]ie Landschaft, die sie überblickt[], […] nun in anderem Licht vor ihr.“ Sie sieht in [ihrem ersten Mann] einen Seelenverwandten, der sich bereits während ihrer Ehe „vom Leben und jeder Hoffnung“ verabschiedet und sie deshalb vertrieben habe. Jetzt erkennt sie in dieser Haltung die Lebensweisheit, „[j]ede Heiterkeit, jede höhere Schönheit [könne] nur in Sphären gedeihen, in denen die Menschen nicht gierig übereinander [herfallen].“ Aus diesem Blickwinkel „erlebt[] sie diese Liebe [zu Eduard] jetzt vielmehr wie einen dicken Klumpen, der ihr auf den Rücken gebunden oder vielleicht sogar daraus hervorgewachsen [ist] […] aber […] mit Has selbst nicht mehr in Verbindung [steht] und von ihm also weder angenommen noch zurückgestoßen werden [kann].“ Ihr „gebrochene[s] Herz[]“ ist die Folge einer Entwicklung, in deren Verlauf sie „neue Empfindungen in sich entdeckt und die Kraftanstrengung nicht gescheut [hat], dazu passende Verhaltensweisen zu entwickeln […] ihre Natur umzustülpen. Sie hat[] ihre Kräfte aber überschätzt.“ Sie vergleicht sich mit einem „mageren Knaben“, der eine Rikscha mit einem „beleibten wohlmeinenden Europäer“ bis zur Erschöpfung seiner Kräfte zieht, weil er Angst hat, der Gast werde sonst unzufrieden aussteigen, und schließlich bemerkt, dass sein Wagen schon längst leer ist, und sich „mit einem Schlag [der] Sinnlosigkeit [seiner] Kraftanstrengung“ bewusst wird. Folglich verlässt sie das Haus, in dem alles, sogar ihre Tochter, „von seinem [Has’] Wesen durchdrungen“ [sei] und in dem es keinen Platz für sie gebe. Sie wird sich von ihrem Mann trennen und wieder mit Guggisheim, der ähnlich empfindet, zusammenleben.

### Guggisheim
Bereits bei der ersten Begegnung mit dem „schwarzhaarige[n] bräunliche[n] Mädchen“, Guggisheims exotischer Gattin mit brasilianischen Wurzeln, geb. Schlumberger y Silva, „aber der Vater wenigstens ist Schweizer“, entdeckt Has, „dass der Händler eine Frau zu erwerben verstanden[hat], die in seine Umgebung kunstvoller Absichtslosigkeit und zufälliger Kostbarkeit hineinpasst[], als habe sie selbst sie geschaffen.“ Zugleich hat er „das Gefühl, dass sie eine geheime Trauer in sich trage, die mit Guggisheim und diesem exquisiten Atelier nichts zu tun hat[].“ Ihre Aufgabe besteht offenbar darin, den Kunden die Bilder zu präsentieren. Seinem Gast gegenüber philosophiert der Händler über die südamerikanischen Frauen, als ahne er bereits das Interesse seines zukünftigen Sammlers an seiner Frau, sie seien „schwer zu verpflanzen. Die Zeit spielt für sie eine ganz andere Rolle als für uns. Diese Frauen müssen täglich ein Bad in der Zeit nehmen.“
Das Interesse des Frankfurters an den Bildern und der Frau des Kunsthändlers verlaufen nahezu parallel. Guggisheim will offenbar Has als langfristigen Kunden gewinnen und so zögert er, ihm „Die Dame mit dem schwarzen Hut“ zu verkaufen. Er verdeutlicht ihm seine Vorstellung von einem Sammler und „dem Händler seines Vertrauens.“ Voraussetzung für eine Zusammenarbeit sei ein Aufbaukonzept, das der Händler in „planende[r] Einsicht“ entwickele. Aber nicht der Kunde sei der Abhängige. „In Wahrheit sei es der Händler, der die Ketten trage, indem er sein Schicksal bis zur Torheit mit einer bedeutenden Sammlung verknüpfe.“ Has und Guggisheim einigen sich auf eine solche Kooperation in „wechselseitiger Loyalität.“ Dem neuen Sammler stellt er das gewünschte Gemälde in Aussicht, aber er muss zur Bewährung mit Schmidt-Rottluffs „Zwei Boote in südlichem Hafen“ beginnen. Seine eher heimliche Werbung um Dorothée führt fast gleichzeitig, für Has überraschend, zum von ihm gewünschten, aber zu diesem Zeitpunkt kaum erwarteten Ergebnis. Guggisheim spricht die „Fremde Nähe – nahe Fremdheit“ der Ehegatten und den offenbar von ihm nicht erfüllbaren Kinderwunsch seiner Frau an. Er erläutert: „Wir sind wie Geschwister […] wir sind aus dem gleichen Holz. Wir sind uns so ähnlich, dass wir uns quälen. Dennoch werden wir uns nie verlassen.“ Er schlägt eine Urlaubs-Probewoche vor, um Dorothée die Entscheidung zu überlassen. Auch nach Aufnahme der Beziehung wechselt sie ein Vierteljahr zwischen Basel und Frankfurt.
Am Ende des Romans kehrt sie in die Schweiz zurück. Vergleichbar den Bildern, so hat auch Dorothée für ihn [Guggisheim] nach ihrem „achtzehnjährigen Ausflug in das Haus Has […] sowohl in gesellschaftlicher Hinsicht […] als auch durch die erzieherische Kraft langjährigen Unglücks“ an Reife gewonnen. „Er fühlt[] sich nun wie ein Pharao, der sich, wenn er eine ebenbürtige Braut suchte, nur unter seinen Schwestern umsehen durfte. Dorothée [ist] eine solche Schwester.“

## Rezeption
In einem Zeitungsinterview mit Martin Mosebach aus dem Jahr 2007 wird die frühe Rezeptionsgeschichte dargestellt. Wie andere vor der Verleihung des Büchner-Preises veröffentlichten Werke nahm die Literaturkritik Westend kaum wahr oder kritisierte die Sprache als „manieriert-verschmockten Erzählstil der vorletzten Jahrhundertwende“ und die Einstellung des Autors zur Tradition als „Rückwärtsgewandtheit“. Ähnliche Bewertungen findet man auch bei den späteren Publikationen im in dieser Frage gespaltenen Feuilleton.
Mosebach wendet sich gegen diese Ortsbestimmung, sie beruhe auf „Missverständnissen“, reaktionär sei er nicht politisch, sondern, im Sinne des kolumbianischen Philosophen und Aphoristikers Nicolás Gómez Dávila, in einem „Glauben an die Erbsünde, die Imperfektibilität des Menschen, die Unmöglichkeit, das Paradies auf Erden zu schaffen“, im Übrigen könnten sich „[r]eaktionäre und revolutionäre Standpunkte […] berühren“, wie bei Büchner. Seine Beschäftigung mit den fünfziger Jahren rechtfertigt er damit, es sei „künstlerisch eines der produktivsten Jahrzehnte überhaupt gewesen.“
Mit steigendem Bekanntheitsgrad würdigen Rezensionen zunehmend das „Frankfurt-Epos“ als Hauptwerk, erkennen die sprachliche Virtuosität des Autors an und loben Mosebach als den zur Zeit vielleicht bedeutendsten Vertreter des Gesellschaftsromans, der Themen wie Tradition und Fortschritt oder die Suche der Menschen nach kultureller Orientierung im Kontext unserer Zeit aufgreife und im Spektrum der deutschen Literatur unangepasst seine Position vertrete.
Der Roman wurde für das Lesefest Frankfurt liest ein Buch 2019 ausgewählt.